# Аргонська Ліна Георгіївна
Ліна Георгіївна Арго́нська (нар. 9 жовтня 1895, Севастополь — пом. 17 червня 1976, Ленінград) — українська і російська радянська театральна актриса. Заслужена артистка УРСР з 1951 року.

## Біографія
Народилася 27 вересня [9 жовтня] 1895 року у місті Севастополі. У 1917 році працювала в театрі Народної драми в Одесі; у 1918 році в одеському театрі «Тверезість»; у 1919 році — у Херсонському міському театрі. Упродовж 1920—1935 років працювала у Єнакієвському драматичному театрі; з 1935 року — у Вінницькому драматичному театрі; у 1939—1942 роках — у театрі Кам'янця-Подільського; у 1942—1945 роках — у Східному Казахстані; у 1945—1960 роках знову у Кам'янець-Подільському (з 1950 року Ізмаїльському) театрі російської драми. Померла в Ленінграді 17 червня 1976 року.

## Ролі
- Параска, Наталка Ковшик («В степах України», «Калиновий гай» Олександра Корнійчука);
- Огудалова, Шаблова («Безприданниця», «Пізня любов» Олександра Островського).